# Juan Landázuri Ricketts
Juan Landázuri Ricketts OFM (Arequipa, 19 de dezembro de 1913 — Lima, 16 de janeiro de 1997) foi prelado peruano da Igreja Católica Romana. Serviu como arcebispo metropolita de Lima entre 1955 e 1989. Foi elevado ao cardinalato em 1962.

## Início da vida
Nascido como Guillermo Eduardo Landázuri Ricketts em 1913 em Arequipa, Peru, ele foi educado em escolas católicas. Ele se juntou à Ordem dos Frades Menores em 1937 (assumindo o nome de Juan) e tornou-se padre dois anos depois. Sua habilidade como sacerdote foi imediatamente notada, e ele foi apontado como secretário para a delegação geral de sua ordem já em 1943. Depois de terminar seus estudos teológicos em 1949, serviu brevemente no Seminário Teológico Franciscano em Puerto Ocopa. Seu status dentro da Igreja mais ampla estava aumentando rapidamente, e ele foi selecionado como o definidor geral da Ordem dos Frades Menores em 1951.

## Arcebispo de Lima
Em 1952, Frei Juan foi nomeado bispo titular de Roina e coadjutor da Arquidiocese de Lima, com direito a sucessão, o que se efetivou em 1955, quando sucedeu ao falecido Dom Juan Gualberto Guevara como ordinário. Sua nomeação coincidiu com uma ditadura militar radicalmente modernizadora sob Manuel Odría. Esforços em tais reformas foram repetidos até 1980. Como arcebispo, ele colaborou com esses esforços para varrer reformas agrícolas e institucionais para levar o Peru ao mundo moderno e desenvolver seu grande potencial econômico. Ele acreditava que isso melhoraria as condições sociais do país. Em 1962, foi nomeado primaz do Peru e cardeal-presbítero de Santa Maria em Ara Coeli pelo Papa João XXIII.
Ele fez grandes esforços, auxiliado pelos jesuítas no Peru, para consolidar os vastos arquivos da Arquidiocese de Lima. Estes acumulavam desde a colonização espanhola da América Latina e foram fontes inestimáveis da história da região.

## Teologia da Libertação
No período seguinte, Dom Juan liderou durante um período em que os sacerdotes rapidamente desenvolveram a teologia da libertação e uma teoria da resistência à ditadura militar sob o comando de Ricardo Pérez Godoy. Dom Juan a combateu com considerável apoio, também tentando garantir que leigos e freiras tivessem uma voz considerável na tomada de decisões locais. Ele se tornou um participante importante como presidente em exercício na Conferência de Medellin em 1968. Ele foi eleito regularmente como líder da conferência episcopal local quase sem oposição até atingir a idade de 75 anos em 1988.
Durante este período, de acordo com seus ideais franciscanos, Dom Juan deixou o palácio arquiepiscopal e mudou-se para uma pequena casa em uma área de classe trabalhadora de Lima. Embora tenha participado do Pontifício Conselho para o Diálogo Interreligioso durante a década de 1970, sua relação com o Vaticano azedou após a ascensão de João Paulo II, o qual acreditava que a teologia da libertação apresentava problemas para o catolicismo e estava envolvida demais em oposição aos sistemas políticos temporais. Apesar de ser um prelado extremamente respeitado, Landázuri Ricketts teve que aceitar que bispos e simpatizantes mais conservadores do Opus Dei fossem nomeados no Peru durante os anos 80 e 90.[citação necessária]
Devido à sua idade avançada, ele renunciou ao cargo de chefe da Conferência dos Bispos da América do Sul em 1989. Aposentou-se da Sé em 1990 e foi sucedido por Dom Augusto Vargas Alzamora, SJ.

## Ligação externa
- Cheney, David M. «Bischof» (em inglês). Catholic-Hierarchy.org